# Тринитит
Тринитит, также известный как атомит или стекло Alamogordo — стекловидный материал, оставшийся в пустыне после испытания атомной бомбы Тринити 16 июля 1945 года около Аламогордо, Нью-Мексико. Образован в основном из расплавленного атомным взрывом аркозового песка, состоящего из зерен кварца и полевого шпата (как микроклин, так и меньшее количество плагиоклаза с небольшим количеством кальцита, роговой обманки и авгита в матрице песчаной глины). Материал был впервые описан в журнале en:American Mineralogist в 1948 году.
Обычно он светло-зеленый, хотя цвета могут варьироваться, встречаются красные и чёрные оттенки. Умеренно радиоактивен, но безопасен в обращении.
В конце 1940-х — начале 1950-х годов образцы были собраны и проданы коллекционерам минералов в качестве новинки. Остатки материала все еще находят на месте испытания, по состоянию на 2019 год, хотя большая часть его была собрана бульдозерами и захоронена по решению Комиссии по атомной энергии США в 1953 году.

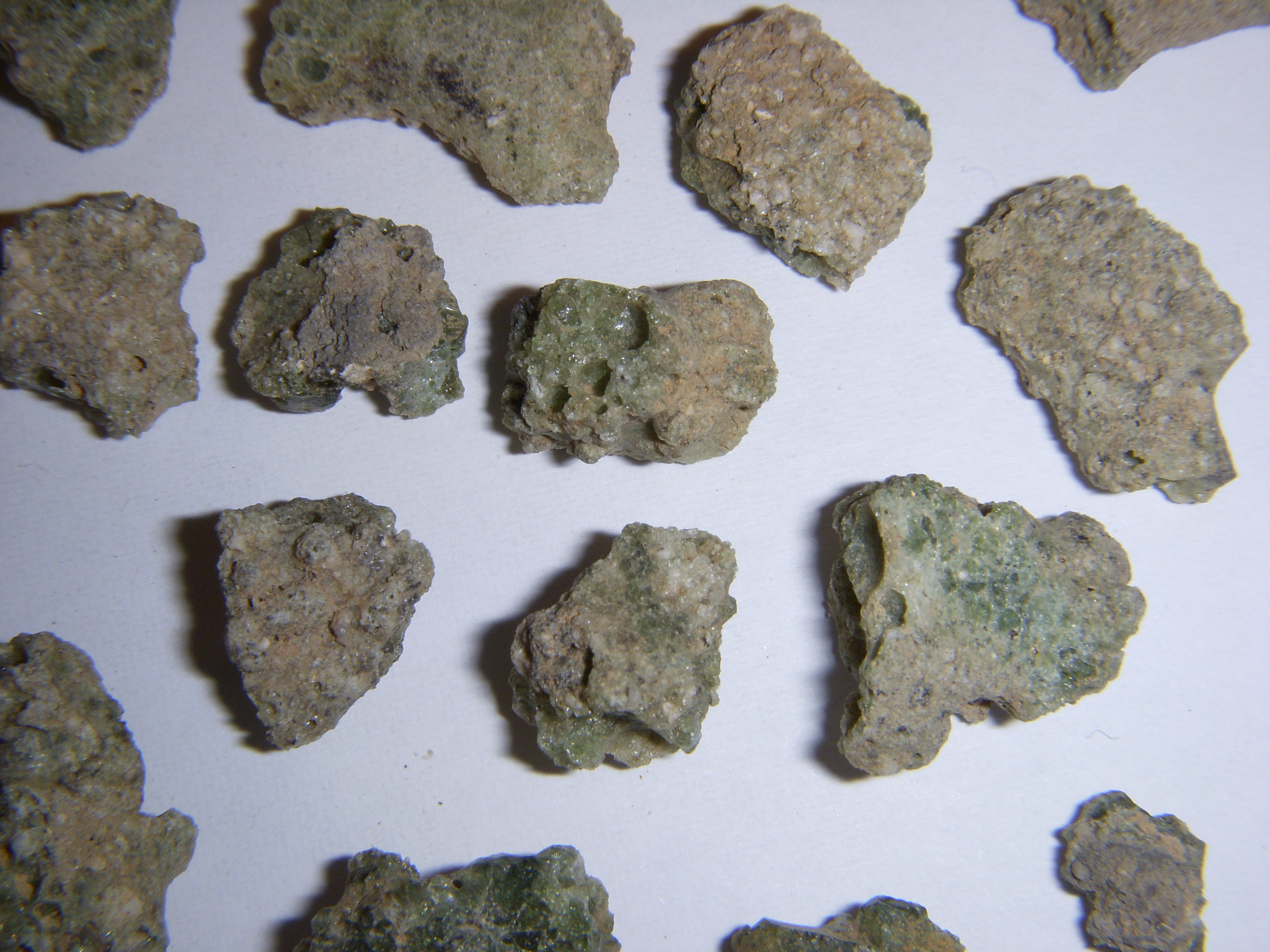
Куски Тринитита

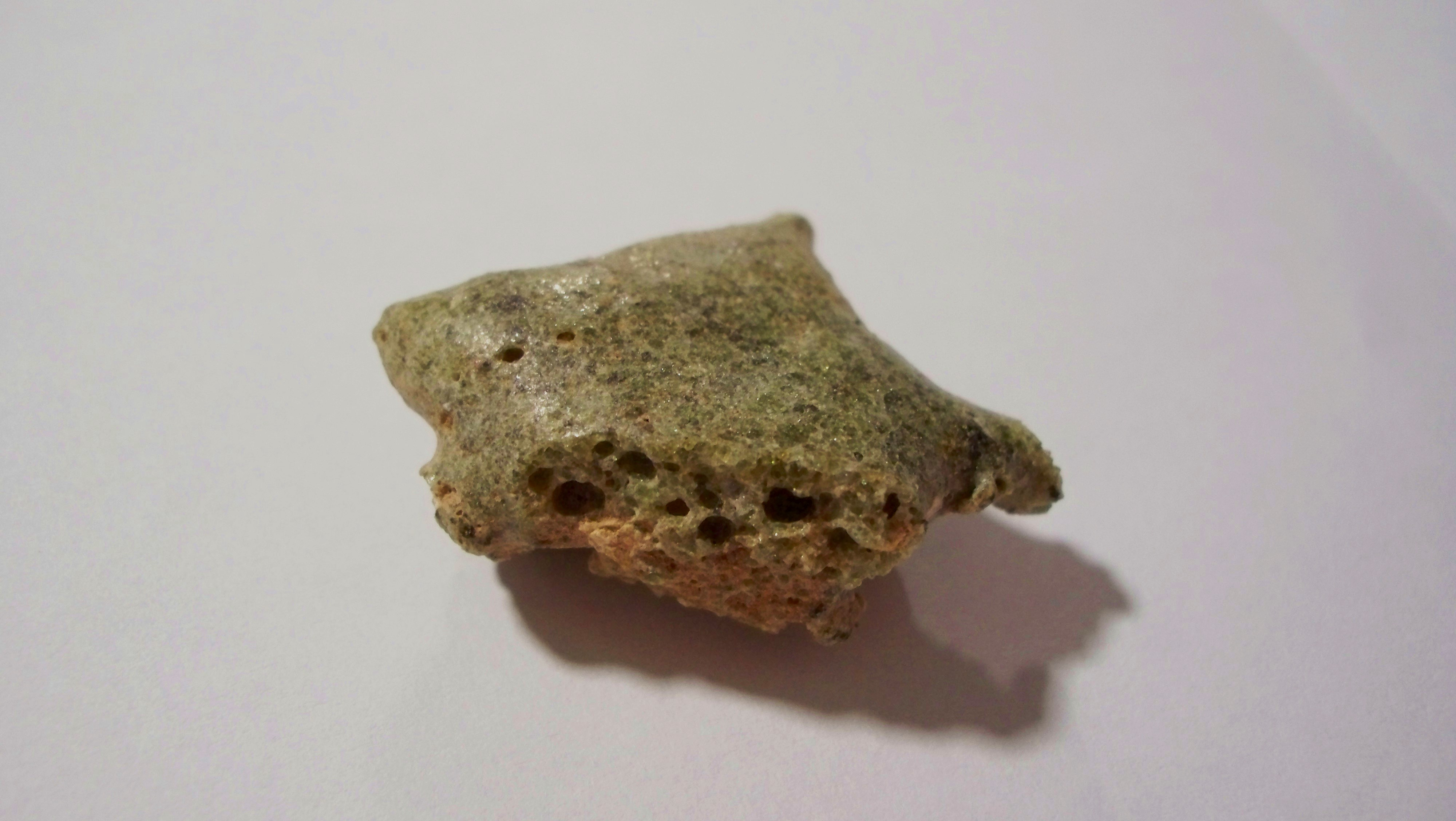
Тринитит

## Формирование
В 2005 году на территории Los Alamos National Laboratory Роберт Гермес и Уильям Стрикфаден заявили, что большая часть минерала была сформирована из песка, который конденсировался внутри самого огненного шара, а затем оседал в жидкой форме. В статье 2010 года в Geology Today Нельсон Эби из Массачусетского университета в Лоуэлле и Роберт Хермес описали тринитит:

Внутри стекла содержатся расплавленные частицы исходной атомной бомбы, а также поддерживающие конструкции и различные радионуклиды, образовавшиеся во время взрыва. Само стекло удивительно сложное в масштабе от десятков до сотен микрометров; кроме расплава стекла различного состава, оно также содержит зерна нерасплавленного кварца. Перенос расплавленного материала по воздуху приводил к образованию частиц в форме сфер и гантелей. Подобные стекловидные образования формируются во время всех наземных ядерных взрывов и содержат информацию, которая может быть использована для идентификации атомного устройства.
Эти доказательства были поддержаны F. Belloni et al. в исследовании 2011 года, основанном на методах ядерной визуализации и спектрометрии. Исследователи предположили, что зеленый тринитит содержит материал из опорной конструкции бомбы, в то время как красный тринитит содержит материал, происходящий из медной электропроводки.
Стекло было описано как «объект толщиной от 1 до 2 сантиметров, с верхней поверхностью, отмеченной очень тонкой россыпью пыли, которая упала на него во время, когда оно все еще было расплавленным. На дне более толстая пленка частично расплавленного материала, переходящего в почву, из которой оно было получено. Стекло имеет бледно-зеленый цвет, а материал чрезвычайно везикулярный, с размером пузырьков почти до полной толщины образца».
Приблизительно 4,3 × 1019 эрг или 4,3 × 1012 джоулей тепловой энергии пошло на формирование стекла. Температура, необходимая для плавления песка в наблюдаемую форму стекла, составляла около 1470 градусов по Цельсию и, следовательно, это минимальная температура, воздействию которой подвергался песок. Материал, попавший в огненный шар, был расплавлен в течение 2-3 секунд, прежде чем стал вновь затвердевать. Относительно летучие элементы, такие как цинк, обнаруживаются в количествах, которые тем меньше, чем ближе образованный тринитит расположен к эпицентру взрыва; чем выше температура — тем больше они испаряются и не улавливаются по мере повторного затвердевания материала.
В результате взрыва большое количество тринитита было разбросано по кратеру, а в сентябре 1945 года журнал «Тайм» написал, что это место приобрело вид «озера из зеленого нефрита», где «стекло принимает странные формы — кривые шарики, узловатые листы толщиной в четверть дюйма, разбитые, тонкостенные пузыри, зеленые, похожие на червя формы». Присутствие округлых, похожих на бусинки форм предполагает, что часть материала расплавилась после того, как была поднята в воздух, а не переплавлялась оставшись на уровне земли. Остальной тринитит образовался на поверхности и содержит включения прессованного песка. Этот тринитит быстро охладился на своей верхней поверхности, в то время как нижняя поверхность была перегретой.

## Состав

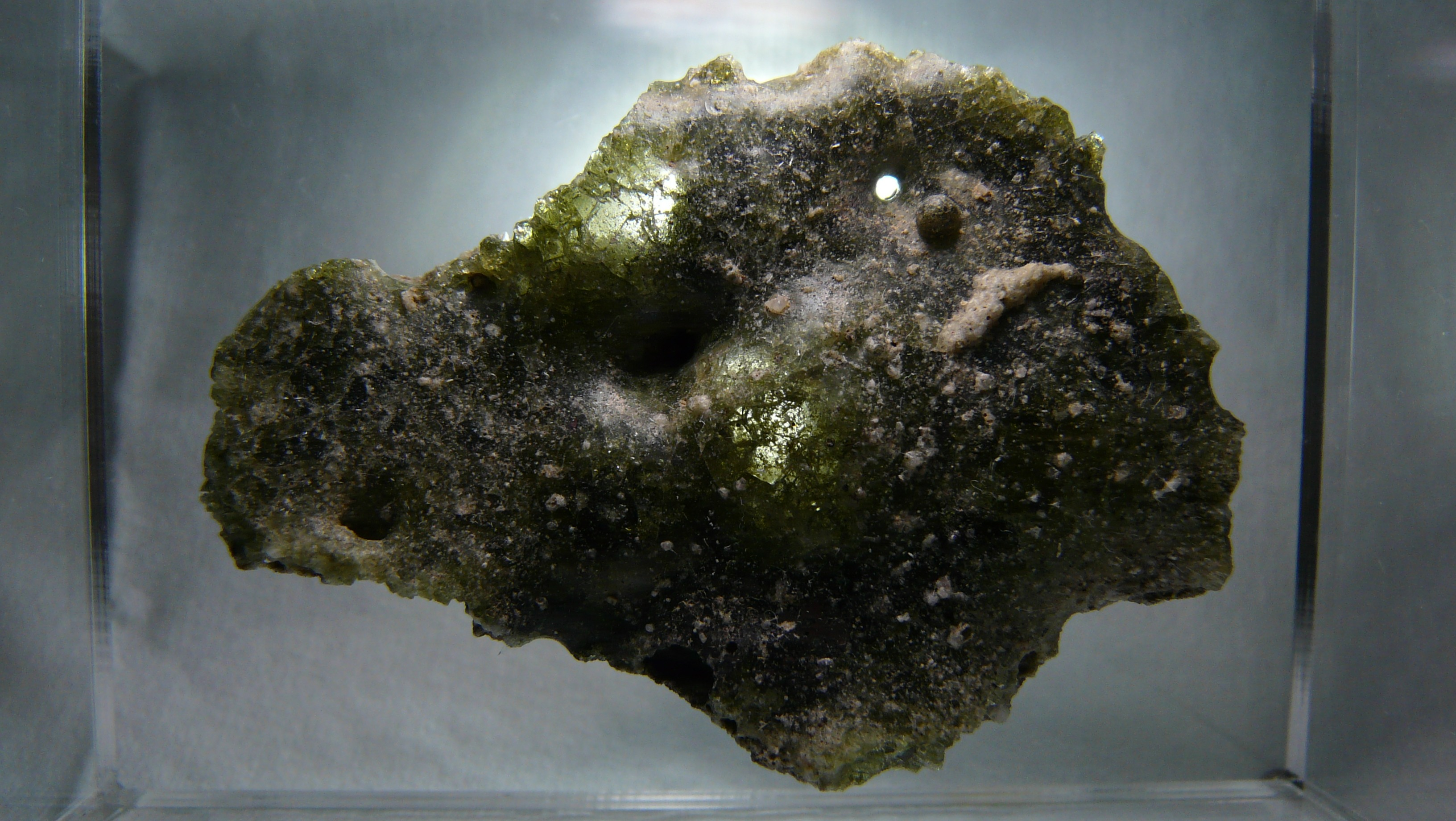
Почти полый образец тринитита с задней подсветкой, чтобы показать свет, проходящий через материал

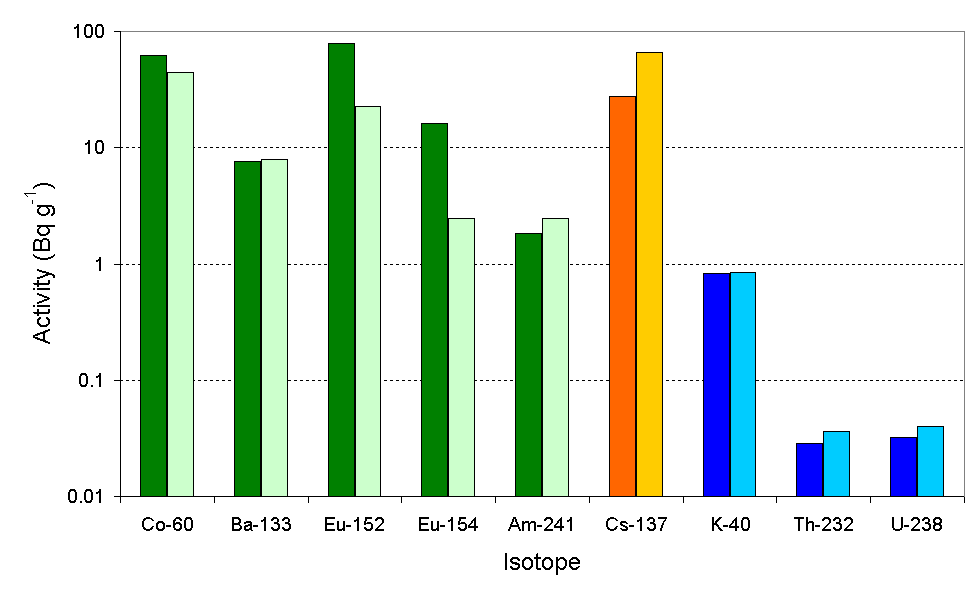
Уровни радиоактивности Тринитита, от двух разных образцов, измеренные с помощью гамма-спектроскопии

Хаотический характер создания тринитита привел к вариациям как в структуре, так и в точном составе.
Объект описывается как "слой толщиной от 1 до 2 сантиметров, с верхней поверхностью, отмеченной очень тонкой россыпью пыли, которая упала на него, пока он находился в расплавленном состоянии. Внизу находится более толстая пленка частично расплавленного материала, неоднородно сплавившаяся с исходной почвой. Цвет стекла — бледно-бутылочно-зеленый, а материал чрезвычайно везикулярный с размером пузырьков, доходящим почти до полной толщины образца ". Формы тринитита — зеленые обломки толщиной 1-3 см, гладкие с одной стороны и шероховатые с другой; это тринитит, который охладился после приземления еще в расплавленном состоянии на грунт.
Около 30 % объёма тринитита представляет собой пустое пространство, хотя точные значения сильно различаются между образцами. Тринитит также имеет различные другие дефекты, такие как трещины. В тринитите, который остыл после выпадения, гладкая верхняя поверхность содержит большое количество мелких пузырьков, в то время как нижний шероховатый слой имеет меньшую плотность пузырьков, но они более крупные. Тринитит, преимущественно, щелочной.
Одним из наиболее необычных изотопов, обнаруженных в тринитите, является продукт активации нейтронов бария, барий в устройстве Тринити находился в составе Боратола, «медленной взрывной линзы», используемой в устройстве активации. Кварц — единственный сохранившийся минерал в большинстве тринититов.
Тринитит низкорадиоактивен, и безопасен в обращении, если исключить проглатывание. Он по-прежнему содержит радионуклиды 241Am, 137Cs и 152Eu в связи с тем, что Тринити была плутониевой.

## Вариации
Существует две формы тринититового стекла с разными показателями преломления. Стекло с более низким показателем преломления состоит в основном из диоксида кремния, а вариант с более высоким показателем имеет смешанные компоненты. Красный тринитит существует в обоих вариантах и дополнительно содержит стекло, богатое медью, железом и свинцом, а также металлические глобулы. Черный цвет тринитита обусловлен высоким содержанием железа.
В исследовании, опубликованном в 2021 году, было обнаружено, что образец красного тринитита содержит ранее неизвестные сложные квазикристаллы, самый старый из известных искусственных квазикристаллов, с группой симметрии в форме икосаэдра. Он состоит из железа, кремния, меди и кальция. Структура квазикристалла демонстрирует пятикратную вращательную симметрию, которая не может образоваться естественным образом. Исследование квазикристаллов было проведено геологом Лукой Бинди из Университета Флоренции и Полом Стейнхардтом, после того как они предположили, что красный тринитит, вероятно, содержит квазикристаллы, поскольку они часто содержат элементы, которые редко объединяются. Структура имеет формулу Si61Cu30Ca7Fe2. Одно зерно размером 10μm было обнаружено после десяти месяцев работы по исследованию шести небольших образцов красного тринитита.

## Ядерная криминалистика

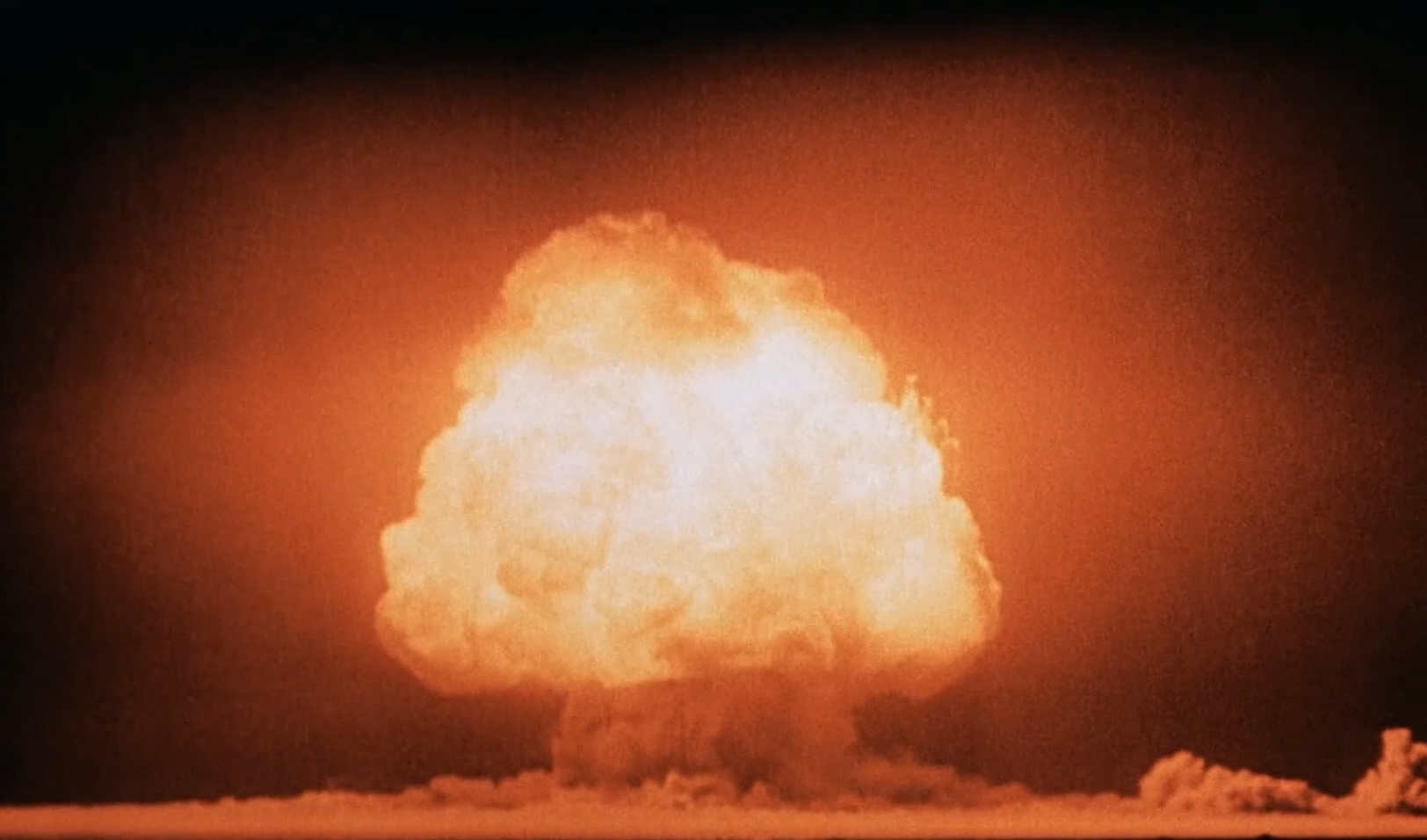
Ядерный гриб, через секунду после детонации.

В исследовании 2010 года, опубликованном в журнале с открытым доступом Proceedings of the National Academy of Sciences, изучалась потенциальная ценность тринитита для ядерной криминалистики. До этого исследования предполагалось, что компоненты тринитита сливаются идентично, и их первоначальный состав не может быть определен. Исследование показало, что стекло от ядерных взрывов может предоставить информацию об устройстве и связанных с ним компонентах, таких как упаковка.
В течение 2010-х годов были потрачены миллионы долларов на исследование тринитита, чтобы лучше понять, какая информация содержится в этом стекле, которая может быть использована для понимания ядерного взрыва, вызвавшего их. Команда разработчиков предположила, что тринититный анализ 2010 года будет полезен для выявления виновных в будущей ядерной атаке.
Исследователи, участвовавшие в открытии квазикристалла, предположили, что их работа может улучшить усилия по исследованию распространения ядерного оружия, поскольку квазикристаллы не распадаются, в отличие от других доказательств, полученных в результате испытаний ядерного оружия. Тринитит был выбран в качестве объекта исследования отчасти из-за того, насколько хорошо задокументировано ядерное испытание учеными того времени. В исследовании 2015 года, опубликованном в «Журнале радиоаналитической и ядерной химии», финансируемом Национальным управлением ядерной безопасности, описан метод, с помощью которого можно намеренно синтезировать тринититоподобное стекло для использования в качестве испытуемых для новых методов ядерной криминалистики. Лазерная абляция была впервые успешно использована для идентификации изотопной сигнатуры, уникальной для урана внутри бомбы, по образцу тринитита, продемонстрировав эффективность этого более быстрого метода.

## Антропогенные минералы типа тринитита
Иногда название тринитит широко применяется ко всем стеклянным остаткам испытаний ядерной бомбы, а не только к испытанию Тринити.
Черные стекловидные фрагменты оплавленный песок, затвердевший в результате взрыва, был описан на французском полигоне в Алжире(Регган).

### Харитончик
Харитончик (множественное число: харитончики) — аналог тринитита, обнаруженный на Семипалатинском полигоне, в Казахстане, на местах советских атмосферных ядерных испытаний. Этот пористый черный материал, чаще всего имеющий форму окатышей, назван в честь одного из ведущих советских ученых, занимавшихся ядерным оружием, Юлия Борисовича Харитона.

### Хиросимиты
Мелкие стекловидные образования, образовавшиеся при ядерном взрыве в Хиросиме. Были обнаружены вместе с песком на пляже в Хиросиме и детально исследованы. Как правило, эти маленькие образования имеют сферическую или близкую к сферической форму, подобно свинцовой дроби, что говорит о выпадении осадков в виде расплавленной стекловидной массы после ядерного взрыва. Подобно тринититу, обладают слабой радиоактивностью.

## Природные тринититоподобные минералы
Тринитит, как и несколько подобных природных минералов, представляет собой расплавленное стекло:

### Фульгуриты
Хотя тринитит и подобные материалы являются антропогенными, фульгуриты обнаружены во многих подверженных грозам регионах и в пустынях, представляют собой полые или твердые стекловидные естественные формы, слитки, капли, комки, корки, или дендральные структуры, состоящие из кварцевого песка, кремнезема, камня, калича, биомассы, глины или других типов почв и отложений. Образуются в результате ударов молнии. В обиходе более известны, как чёртовы пальцы.

### Ударное стекло
Ударное стекло, материал, похожий на тринитит, может образоваться при ударах метеорита. Импактит.

## Культурное влияние

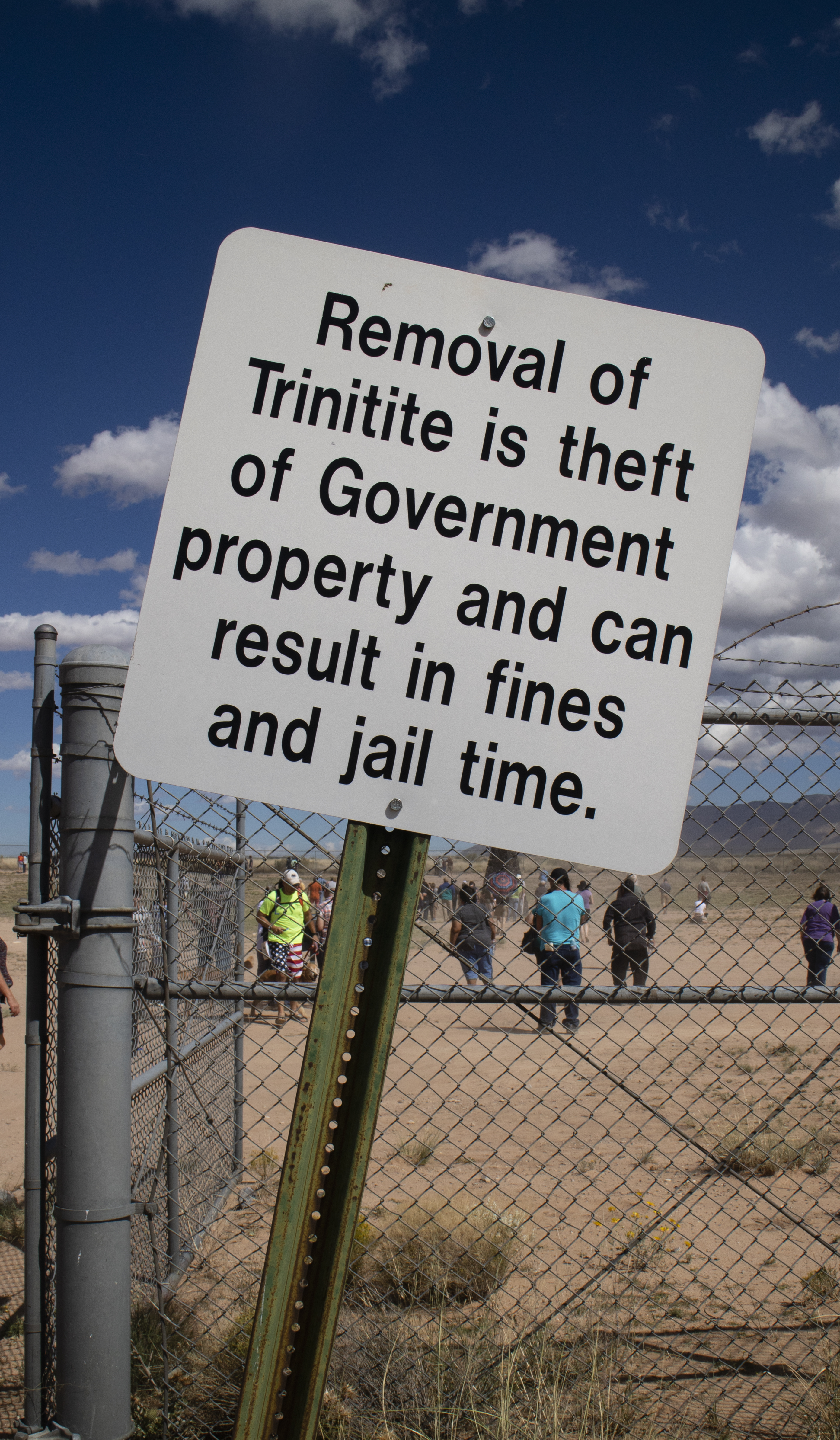
Табличка с объявлением, неподалёку от места взрыва.

Первоначально тринитит не считался чем-то выдающимся в контексте ядерных испытаний и продолжающейся холодной войны, но когда противостояние завершилось, посетители стали обращать внимание на стекло и собирать его в качестве сувениров.
Некоторое время считалось, что песок пустыни просто растаял от прямого теплового излучения огненного шара и не был особенно опасен. Таким образом, в 1945 году он был продан как подходящий для использования в ювелирных изделиях в 1945 и 1946 годах.
В настоящее время незаконно забирать оставшийся материал с этого места, большая часть которого была удалена правительством США и захоронена в другом месте в Нью-Мексико; однако материал, который был взят до этого запрета, все еще находится в руках коллекционеров и на законных основаниях доступен в магазинах минерального сырья. Среди коллекционеров есть много известных подделок. В этих подделках используются различные средства для придания стекловидно-зеленому виду кремнезема, а также для достижения умеренной радиоактивности; однако только тринитит от ядерного взрыва будет содержать определенные продукты нейтронной активации, которых нет в естественно радиоактивных рудах и минералах. Гамма-спектроскопия позволяет сузить круг потенциальных ядерных взрывов, в результате которых образовался тот или иной материал.
Образцы тринитита можно найти в Смитсоновском национальном музее естественной истории, Музее наследия в Нью-Мексико и в Музее стекла в Корнинге[en]; в Национальном музее атомных испытаний[en] находится пресс-папье, содержащее тринитит. За пределами США тринитит есть в коллекции Британского музея науки, а также в Канадском военном музее.
Аналогичные тринититу кристаллы образовывались в результате других ядерных испытаний, в том числе и советских. С. А. Зеленцов так описывал увиденное во время Тоцких испытаний: «Непосредственно в зоне, примыкающей к эпицентру взрыва, земля была покрыта тонкой стекловидной коркой расплавленного песка, хрустящей и ломающейся под ногами, как тонкий ледок на весенних лужах после ночного заморозка». Аналогичные наблюдения с дополнением дал В. Ф. Балуев: «Природа тоже отреагировала незамедлительно: через полчаса после взрыва началась сильная песчаная буря, ветер был такой силы, что песок, превратившийся в стекло, царапал кожу, как наждак».